# Hydrozetes megacephalum
Hydrozetes megacephalum är en kvalsterart som först beskrevs av Berlese 1901.  Hydrozetes megacephalum ingår i släktet Hydrozetes och familjen Hydrozetidae. Inga underarter finns listade i Catalogue of Life.